# Aeroportul Bovanenkovo
Aeroportul Bovanenkovo (IATA: BVJ, ICAO: USDB) este un aeroport din Rusia ce deservește zona Bovanenkovo⁠(d). Aeroportul a fost tranzitat în 2018 de 128.812 pasageri.
aeroportul dispune de o singură pistă.